# هنریک خاچاطریان (حقوقدان)
هنریک مکرتچی خاچاطریان (ارمنی: Հենրիկ Մկրտչի Խաչատրյան؛ ۲۲ مهٔ ۱۹۳۸ - ۶ اوت ۱۹۹۸) حقوقدان و سیاستمدار اهل ارمنستان بود که از تاریخ ۱۹۹۷ تا تاریخ ۱۹۹۸ سمت دادستان کل جمهوری ارمنستان را برعهده داشت.

## زندگی‌نامه
وی در ۲۲ مهٔ ۱۹۳۸ در لنیناکان به دنیا آمد و از دانشگاه دولتی ایروان فارغ‌التحصیل گشت.  وی در ۶ اوت ۱۹۹۸ در سن ۶۰ سالگی در ایروان درگذشت.

## نگارخانه

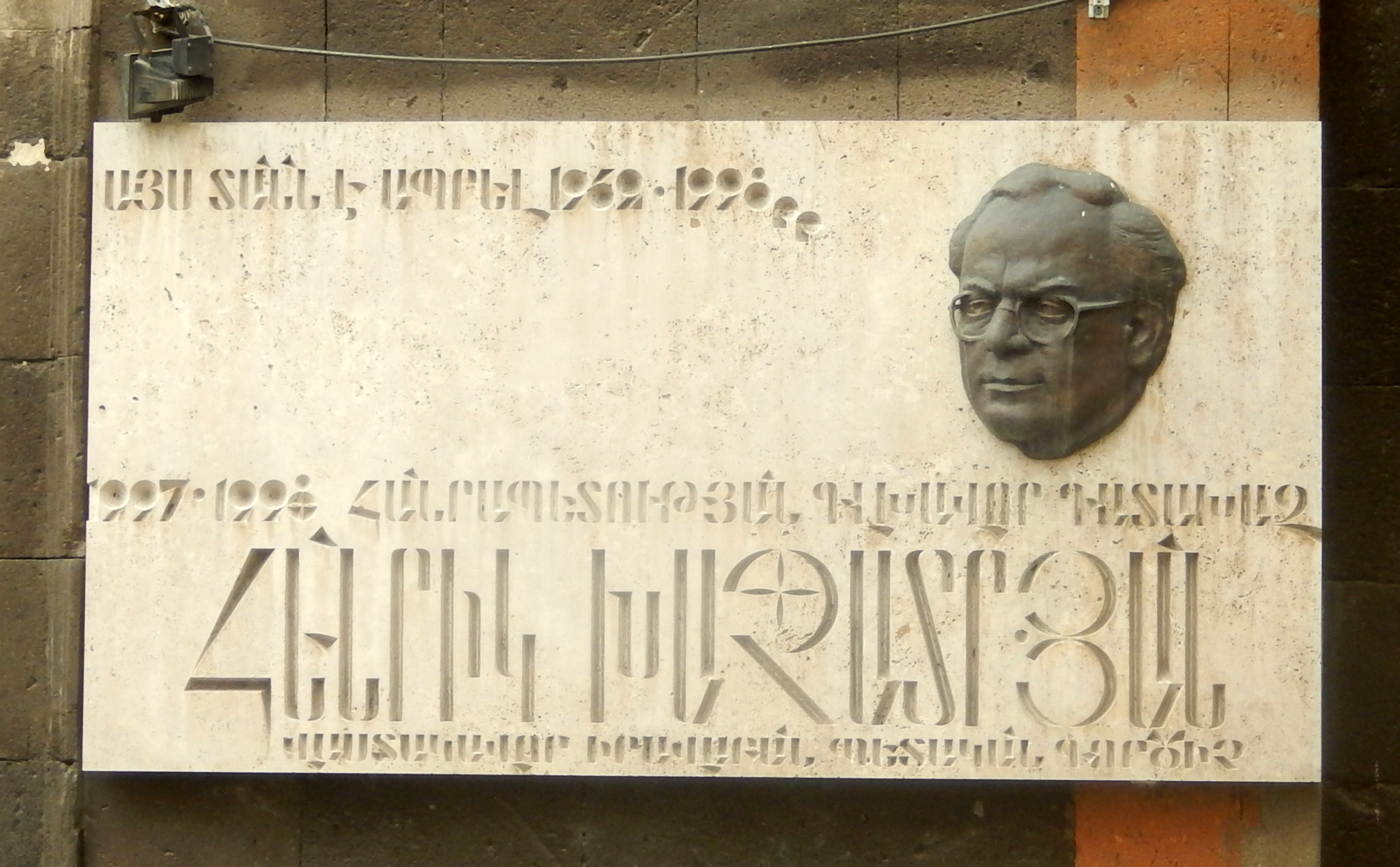